# Turîcikî, Pereciîn
Turîcikî (în ucraineană Турички) este localitatea de reședință a comunei Turîcikî din raionul Pereciîn, regiunea Transcarpatia, Ucraina.

## Demografie
Componența lingvistică a localității Turîcikî
     Ucraineană (99,55%)
     Alte limbi (0,45%)
Conform recensământului din 2001, majoritatea populației localității Turîcikî era vorbitoare de ucraineană (99,55%), existând în minoritate și vorbitori de alte limbi.